# Mã tà ma ní
Mã tà ma ní là cách người Việt gọi lính đánh thuê từ Philippines chiến đấu trong quân viễn chinh Pháp xâm lược Việt Nam vào nửa cuối thế kỷ 19. Năm 1858, trong cuộc tấn công Đà Nẵng lần thứ nhất, Pháp huy động 1.000 quân, hỗ trợ bởi lực lượng Tây Ban Nha. Tây Ban Nha gửi đến tham chiến 1.000 lính trong đó có 450 lính thuộc địa Philippines. Từ gọi Mã tà ma ní có thể xuất phát từ "Manila".
Quân Mã tà ma ní tuyển dụng chủ yếu từ hai dân tộc là Tagalog và Visayas, đạo quân này được người Pháp gọi là "thợ săn Tagals". Lực lượng này chỉ là bộ binh hạng nhẹ. Họ đã tham gia vào hầu hết các trận đánh của Pháp cho đến năm 1862.
Trong Bài văn tế nghĩa sĩ Cần Giuộc của Nguyễn Đình Chiểu có đoạn:

Kẻ đâm ngang, người chém ngược, làm cho Mã tà, Ma ní hồn kinh. Bọn hè trước, lũ ó sau, trối kệ tàu thiếc tàu đồng súng nổ.
Có lý giải Mã tà và Ma ní là khác nhau, Mã tà là lính Mã Lay (Malaysia), Ma ní mới là lính từ Philippines. Nhưng trong cuộc xâm lược Việt Nam của Pháp không có người lính Malaysia nào cả.

### Sách
- Nguyễn Sinh Duy (1996). Phong trào nghĩa hội Quảng Nam: lịch sử Cần vương tại Quảng Nam. NXB Đà Nẵng.
- Nguyễn Văn Khoa (2001). Anh hùng kháng Pháp Nguyễn Trung Trực. NXB Trẻ.
- Richard Simpson Gundry (1893). China and Her Neighbours: France in Indo-China, Russia and China, India and Thibet. Chapman and Hall.